# 多気十二柱神社

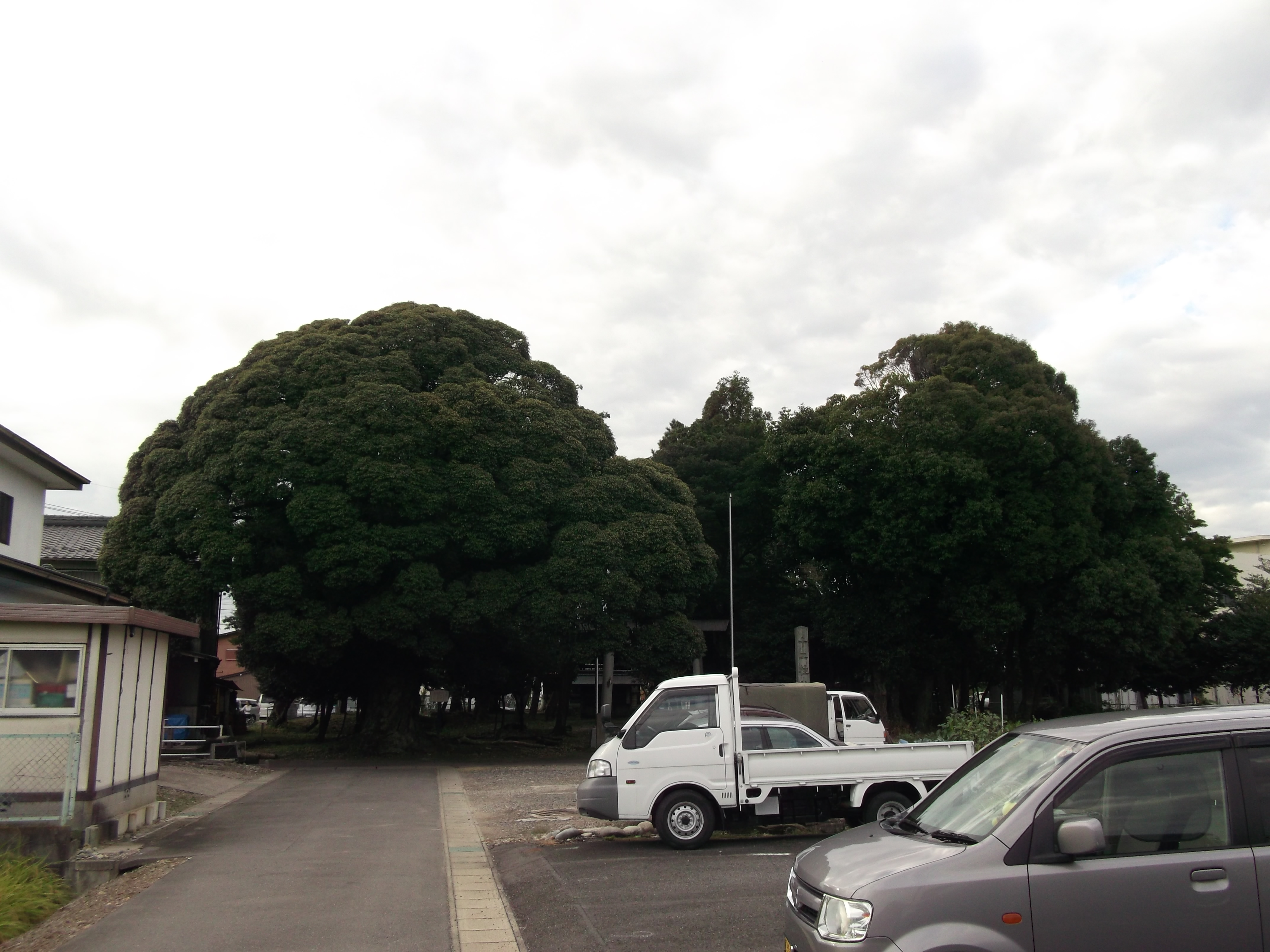
全景（2013年10月）

多気十二柱神社（たきじゅうにはしらじんじゃ）は、愛知県小牧市にある神社である。鳥居横に大きなシイノキがあり、この木は1999年（平成11年）4月27日 に小牧市の天然記念物に指定されている。

## 沿革
- 1999年（平成11年）4月27日 - 鳥居横にあるシイノキが市の天然記念物に指定された。

## 所在地
愛知県小牧市多気中町232番地

## 周辺
- 県道161号名古屋豊山稲沢線
- 県道165号春日小牧線
- 妙禅寺
- 龍泉寺
- 安正寺